# Port lotniczy Firk
Port lotniczy Firk – port lotniczy położony w miejscowości Firk w Omanie.